# Microsphecodes kathleenae
Microsphecodes kathleenae is een vliesvleugelig insect uit de familie Halictidae. De wetenschappelijke naam van de soort is voor het eerst geldig gepubliceerd in 1972 door Eickwort.